# Castelnau-Magnoac
Castelnau-Magnoac är en kommun i departementet Hautes-Pyrénées i regionen Occitanien i sydvästra Frankrike. Kommunen ligger i kantonen Castelnau-Magnoac som tillhör arrondissementet Tarbes. År 2022 hade Castelnau-Magnoac 765 invånare.

## Befolkningsutveckling
Antalet invånare i kommunen Castelnau-Magnoac
| Referens: INSEE |